# Žižanj
Žižanj (także Ližanj) – wyspa w Chorwacji, na Morzu Adriatyckim.
Leży u wybrzeży wyspy Pašman. Zajmuje powierzchnię 0,9 km². Jej wymiary to 1,3 × 1,3 km. Maksymalna wysokość to 46 m n.p.m. Sąsiaduje z wyspami: Košara, Gangaro, Ošljak Mali i Veli, Kotula Mala i Vela oraz Runjava Kotula.